# Gackt Camui

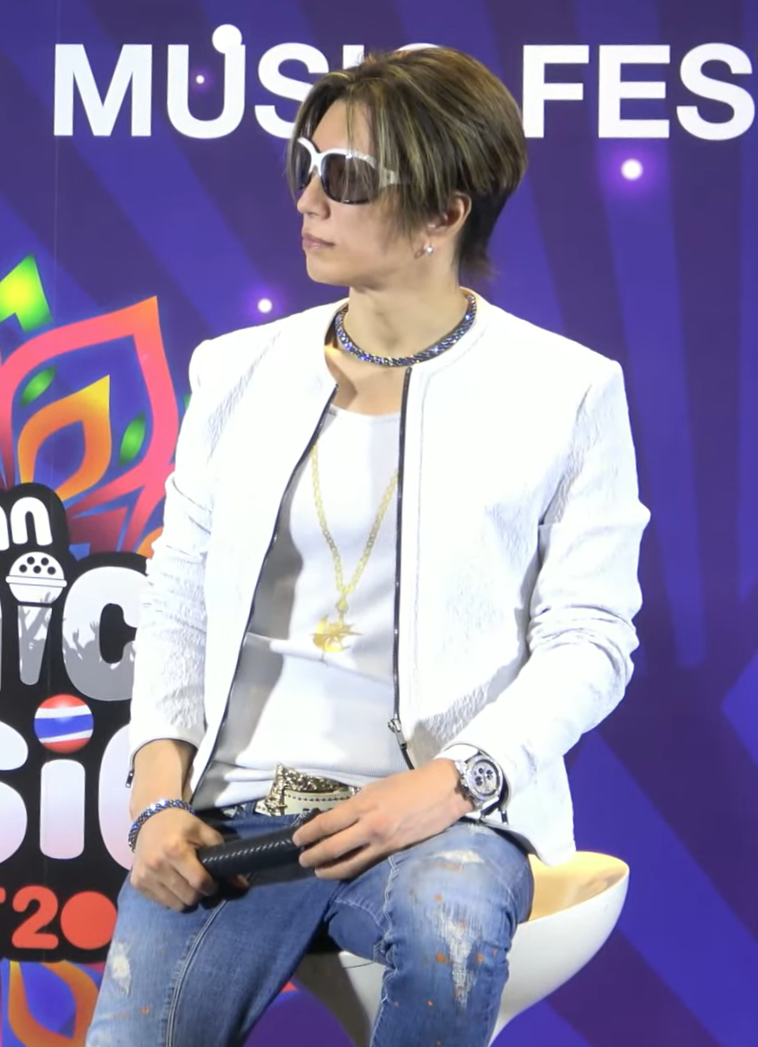
Gackt, 2023.

Gackt Camui (神威 楽斗, Kamui Gakuto), född den 4 juli 1973 i Okinawa, japansk rocksångare, skådespelare, låtskrivare och musiker, f.d. sångare i Malice Mizer och nu soloartist.
Gackt startade sin karriär som trumslagare i bandet Cains:FEEL, där en av hans nuvarande medlemmar i backupbandet GacktJob var gitarrist, nämligen You Kurosaki. You tvingade på skoj honom att sjunga och han gillade det och började så småningom att ta sånglektioner. Därefter blev han med i visual kei-bandet Malice Mizer 1995 som sångare och pianist, men lämnade sedan bandet år 1998 och påbörjade sin solokarriär 1999 med mini-albumet Mizerable.

## Filmografi
- 2003 - Moon Child
- 2009 - Bunraku
- 2010 - Kamen Riders

## Diskografi

### Album
- 1999 - Mizerable (Mini-album)
- 2000 - MARS
- 2001 - Rebirth
- 2002 - Moon
- 2003 - Crescent
- 2005 - Love Letter
- 2005 - Diabolos
- 2009 - RE:BORN
- 2016 - Last Moon

### Singlar
- 1999 - Mizerable
- 1999 - Vanilla
- 2000 - Mirror
- 2000 - OASIS
- 2000 - Seki-ray
- 2000 - Reunion – Story (Saikai – Story)
- 2000 - Secret Garden
- 2001 - Things I Can Do For You (Kimi no tame ni Dekiru Koto)
- 2001 - ANOTHER WORLD
- 2001 - December Love Song
- 2002 - I Won’t Forget (Wasurenai kara)
- 2002 - December Love Song
- 2003 - Dreams of You Chasing Me (Kimi ga Oikaketa Yume)
- 2003 - The Moon’s Song (Tsuki no Uta)
- 2003 - Lu:na/OASIS
- 2003 - Last Song
- 2003 - December Love Song/Jyuunigatsu teki Jyouka
- 2004 - Needing you – Kimi ni Aitakute
- 2004 - December Love Song
- 2005 - With all one’s love – Arittake no Ai de
- 2005 - BLACK STONE
- 2005 - Metamophoze
- 2005 - Todokanai Ai to Shitteitanoni Osaekirezu ni Aishitsudzuketa
- 2006 - REDEMPTION
- 2006 - Love Letter
- 2007 - Like a flower blooming on the plains (No ni Saku Hana no youni)
- 2008 - Jesus
- 2009 - GHOST
- 2009 - Journey through the Decade
- 2009 - Koakuma Heaven
- 2009 - Faraway
- 2009 - Lost Angels
- 2009 - Flower
- 2009 - The Next Decade
- 2009 - Setsugekka (The End of Silence)
- 2010 - Stay the Ride Alive
- 2010 - EVER
- 2011 - Episode.0
- 2011 - Graffiti
- 2012 - Until the last day
- 2012 - HAKURO
- 2012 - White Lovers
- 2014 - P.S. I LOVE U
- 2016 - Arrow
- 2016 - Kimi Dake no Boku de Iru Kara
- 2017 - Tsumi no Keishō (Original Sin)